# Microvasculatura

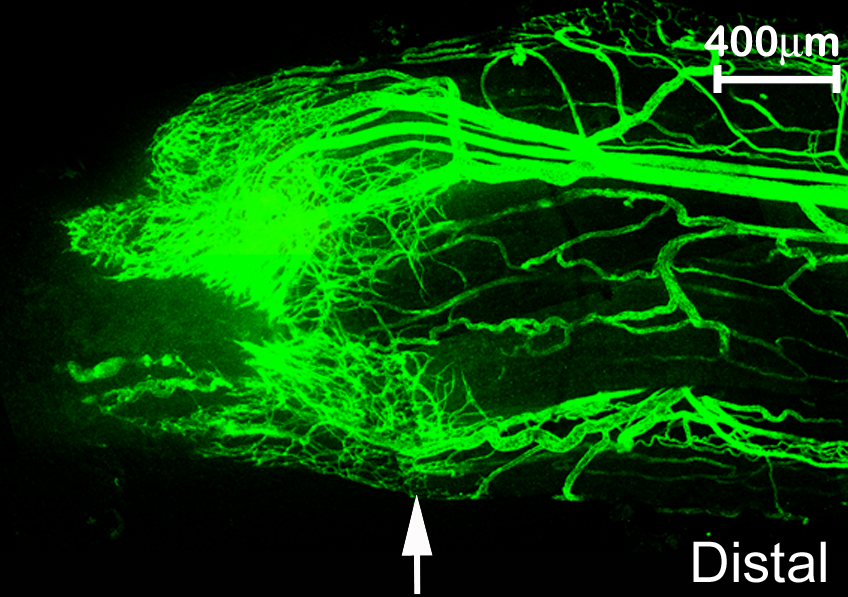
Microsvasos (Vasa nervorum) de diferentes diámetros en un nervio. Los vasos gruesos son las arteriolas de 100 µm (derecha arriba). Los vasos más finos son los capilares sanguíneos de 8 a 12 µm (a la izquierda). Las células del endotelio (en color verde) están teñidas específicamente mediante anticuerpos. Microscopio confocal.

La microvasculatura o microvasos son aquellos vasos sanguíneos con un diámetro igual o menor a 100 micras  y sus estructuras asociadas. La red microvascular se extiende dentro de los tejidos permitiendo que la sangre sea distribuida homogéneamente para realizar eficazmente su función. Este flujo sanguíneo se denomina microcirculación.
Estos vasos sanguíneos comprenden células endoteliales, células murales (pericitos y/o  células de músculo liso vascular) y membrana basal.

## Anatomía

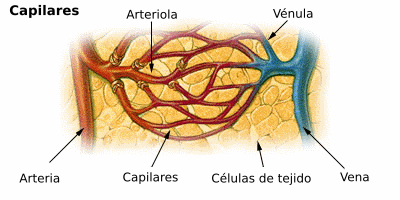
Microvasos: arteriolas, capilares y vénulas

Las estructuras que conforman la microvasculatura son:
- las arteriolas,
- los capilares y
- las vénulas.

### 1.Arteriola

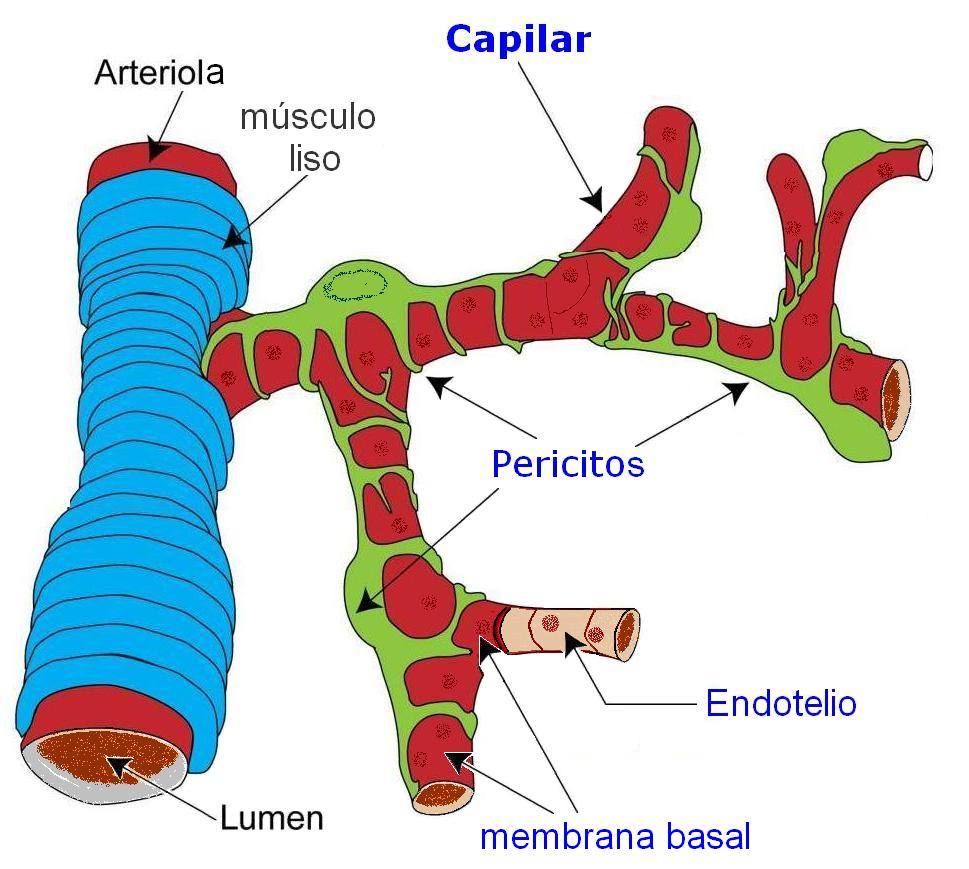
Estructura peri-endotelial.
Arteriola (izquierda) mostrando su músculo liso en azul. Plexo capilar (derecha). Lámina basal (en rojo). Pericitos (en verde).

- Una arteriola es un vaso de diámetro entre 40 y 100 (µm).

La arteriola posee en su pared una capa muscular, que al contraerse aumenta la resistencia vascular y disminuye el flujo de sangre.

### 2.Capilar

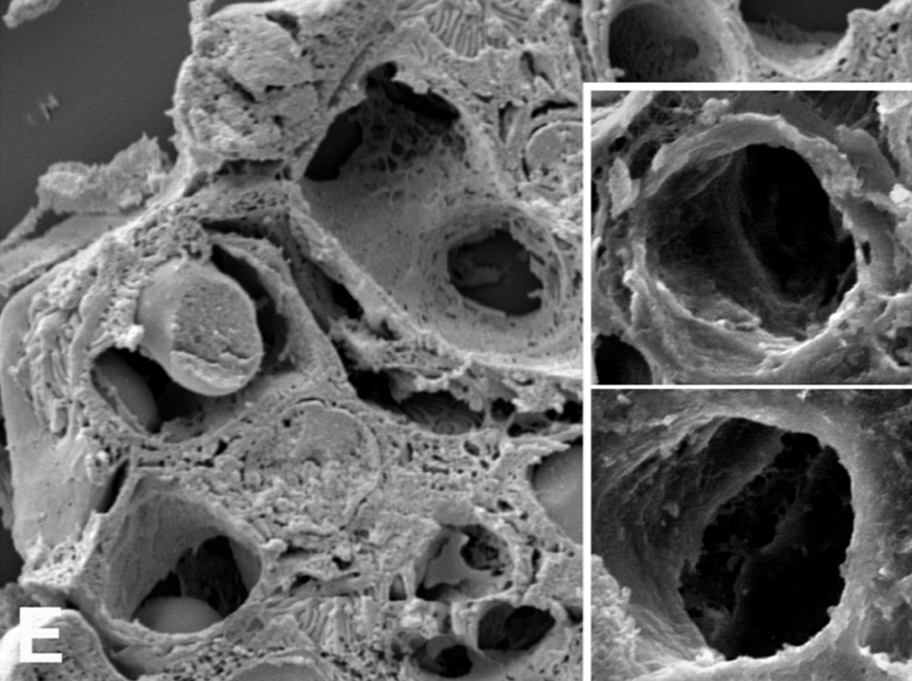
Capilares del Glomérulo renal

- Un capilar sanguíneo es un vaso de diámetro entre 8 y 12 µm. Su pared está formada por una sola capa de células endoteliales y recibe pasivamente el flujo vascular que le llega.

### 3.Vénula
- Una vénula es un vaso con un diámetro entre 15 y 100 µm. Su pared no tiene fibras elásticas ni células de músculo liso y se dilatan fácilmente.

El desarrollo de un vaso sanguíneo es un proceso muy regulado, que involucra proliferación, migración y remodelación de células endoteliales de vasos preexistentes (angiogénesis), o producto de la diferenciación de las CPE o angioblastos procedentes de precursores mesodérmicos (vasculogénesis).

## Fisiología

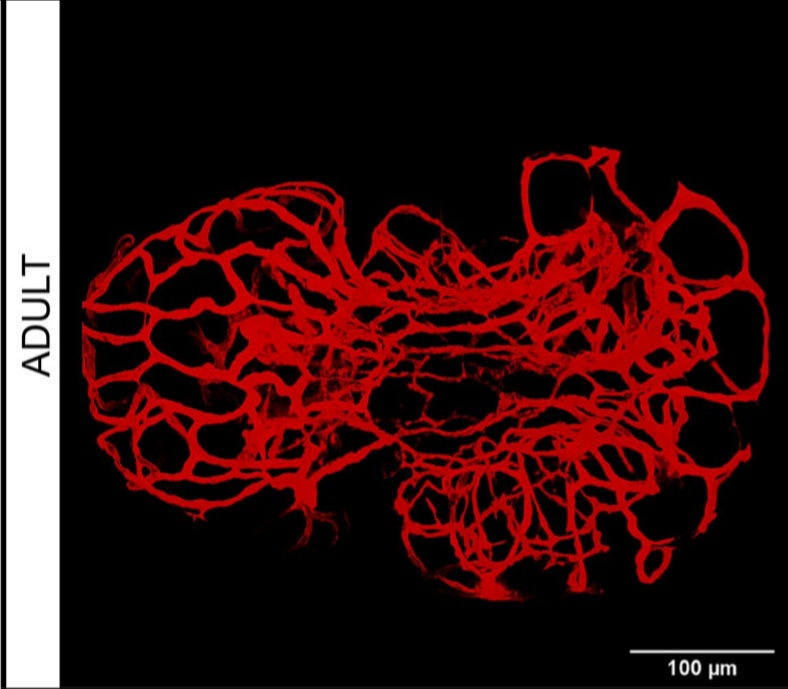
Microvasculatura de toda la Hipófisis, diámetro de 5-10 micrómetros. Pez teleósteo.

La microvasculatura transporta sangre a todos los tejidos irrigando hasta las células más lejanas de la periferia y tiene una gran importancia en el proceso de inflamación.

Existe un preciso mecanismo nervioso, así como factores humorales y locales, que regulan el flujo microvascular en función de las necesidades de los diferentes órganos.